# Teatro del Raval
El Teatro del Raval es un espacio teatral situado dentro de los espacios parroquiales de la Iglesia de Nuestra Señora de Carmen, en la calle de San Antonio Abad 12, del barrio del Raval de Barcelona.

## El origen
La Parroquia data del año 1835 y se ubicaba dentro del antiguo monasterio de las Jerónimas que fue destruido durante la Semana Trágica de 1909. El 1911 se coloca la primera piedra de la nueva iglesia, obra del arquitecto Josep Maria Pericas, discípulo de Antoni Gaudí inaugurándose el 1913. 
El año 1935 se amplía y se construye el centro parroquial, que incluía un teatro a la italiana. Este teatro es el actual Teatro del Raval.

## El teatro
El teatro actualmente es un ente autónomo que no sólo programa teatro de manera regular -con especial atención a la nueva creación- sino que hasta produce y promociona obras -en especial musicales- y acoge festivales, como el Festival de Teatro de Barcelona del que es uno de los principales impulsores.